# Patrick Sarsfield Manley
Patrick Sarsfield Manley (ur. 4 października 1895 w Quebecu, zm. 30 października 1952 w Cleveland) – kanadyjski asów myśliwskich okresu I wojny światowej. Odniósł 5 zwycięstw powietrznych.

## Życiorys
Patrick Sarsfield Manley urodził się w Quebecu. Ukończył Niagara University in Lewiston, New York.
Służbę w armii rozpoczął w końcu 1917 roku w RFC. Po ukończeniu szkolenia pilotażu w No. 35 Squadron RAF jako pilot został przydzielony do  No. 62 Squadron RAF. Latał z angielskim obserwatorem George'em F. Hinesem, z którym odnieśli wspólnie 5 zwycięstw powietrznych.
Patrick Sarsfield Manley pierwsze zwycięstwo powietrzne odniósł 15 września 1918 roku nad niemieckim samolotem obserwacyjnym w okolicach Marquion. 16 i 17 września Manley i Hines odnieśli kolejna zwycięstwa mad samolotami Fokker D.VII. 24 września po zaciekłej walce na wschód od Cambrai i zestrzeleniu dwóch samolotów Fokker D.VII uzyskali status asów. 27 września Bristol F.2 Fighter pilotowany przez Manleya został uszkodzony i zmuszony do lądowania na terytorium wroga. Manley i Hines dostali się do niewoli niemieckiej, w której przebywali do zakończenia wojny.